# بول ران ماونتین استیتس (ویرجینیا)
بول ران ماونتین استیتس (به انگلیسی: Bull Run Mountain Estates) یک منطقهٔ مسکونی در ایالات متحده آمریکا است که در شهرستان پرنس ویلیام، ویرجینیا واقع شده‌است.